# Bagnet S84/98
Seitengewehr 84/98 (S84/98) – niemiecki krótki bagnet nożowy, opracowany przed I wojną światową do karabinu Gew98. W czasie II wojny światowej podstawowy bagnet armii III Rzeszy, stosowany do karabinków Kar98k.

## Historia

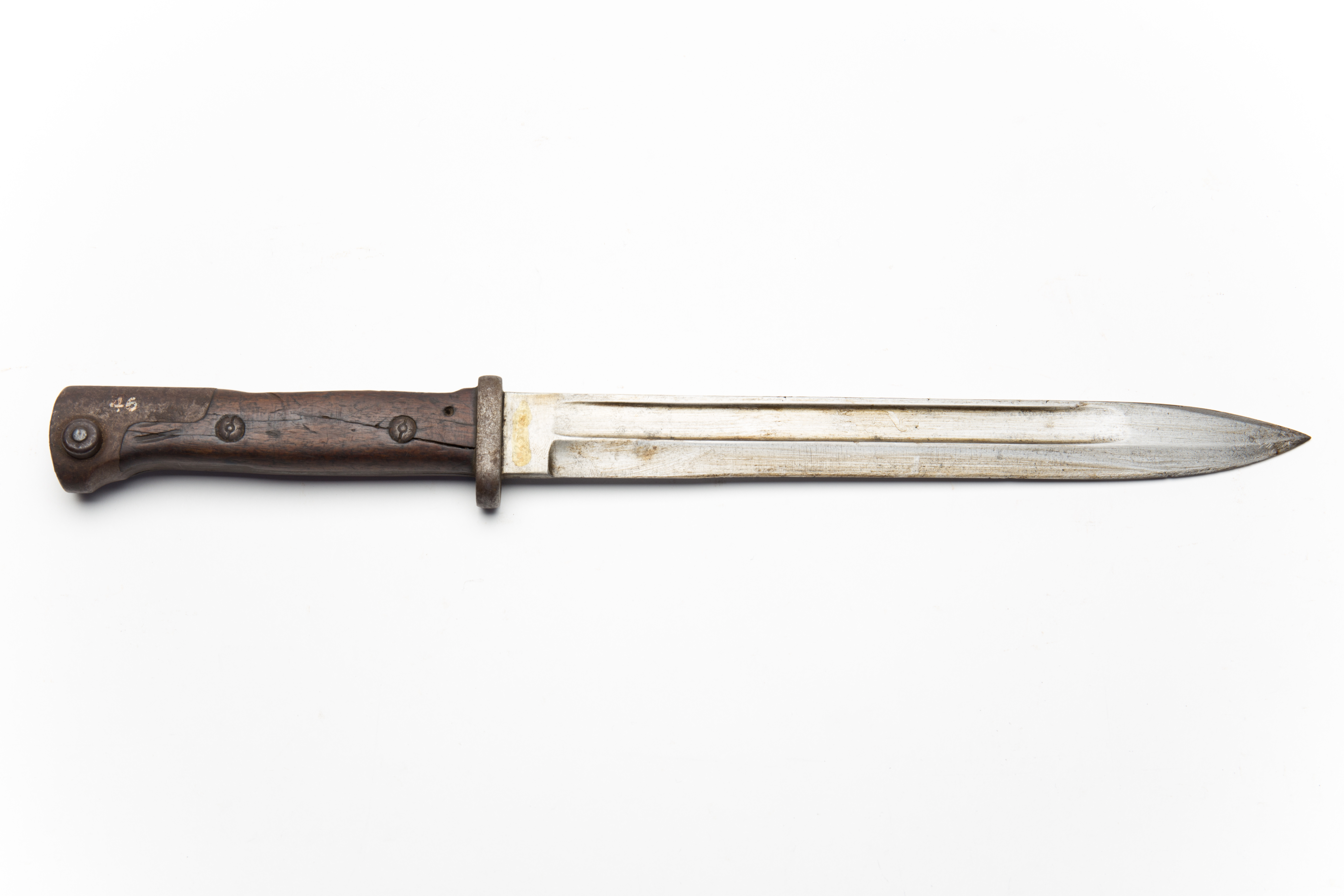
S84/98 a.A. pierwsza wersja bagnetu

Pierwsze bagnety z serii S84/98 weszły do służby najprawdopodobniej w 1910 r. choć w zależności od źródeł podawane są również lata 1900-1905. Nie była to broń tworzona od podstaw a recykling starszych bagnetów S71/84 (produkowanych do karabinów Gew71/84 i Gew88). Ze starszych bagnetów wykorzystywano same głownie, które umieszczano w nowej oprawie dostosowanej do osadzania na nowym karabinie Gew98. Nowy model bagnetu poddano testom poligonowym na przełomie marca-października 1908 r. w pięciu pułkach dragonów, dwóch strzelców konnych, jednym kirasjerów i jednym szwoleżerów, co może świadczyć, iż pierwotnie planowano wprowadzić go na wyposażenie wyłącznie jednostek kawalerii. Testom poddano wygodę noszenia zarówno z lewej jak i prawej strony pasa, przydatność do walki wręcz i prac polowych, oraz wpływ osadzonego bagnetu na karabin w trakcie prowadzenia ognia. Po pomyślnym ukończeniu testów nowy bagnet przyjęto na wyposażenie jako Seitengewehr 84/98 (S84/98). Po pojawieniu się kolejnych wersji bagnetu, jego pierwszy model przemianowano dla odróżnienia na Seitengewehr 84/98 alter Art (S84/98 a.A.). 
W trakcie I wojny światowej opracowano nową wersję bagnetu, tym razem wytwarzaną od podstaw. Weszła ona do służby w 1915 r. jako Seitengewehr 84/98 neuer Art (S84/98 n.A.) i produkowana była do końca wojny. Uproszczono w niej konstrukcję rękojeści, która utraciła ergonomiczne profilowanie, a dolne krawędzie głowicy przybrały kształt prostej linii (zamiast wcześniej stosowanego wykończenia w kształt litery „S”). Do rękojeści dodano również osłonę ogniową w formie stalowej blaszki, chroniącej drewniane okładziny na grzbiecie od ognia wylotowego z lufy. Wprowadzono również nowy rodzaj pochwy wykonanej w całości ze stali (w miejsce skórzanej), która okazywała się znacznie wytrzymalsza w warunkach polowych.
W trakcie I wojny światowej bagnety S84/98 (obu wersji) były popularnie wykorzystywane przez różne formacje armii niemieckiej, nie uzyskując jednak rangi bagnetu podstawowego w piechocie (którym od 1915 r. był S98/05).

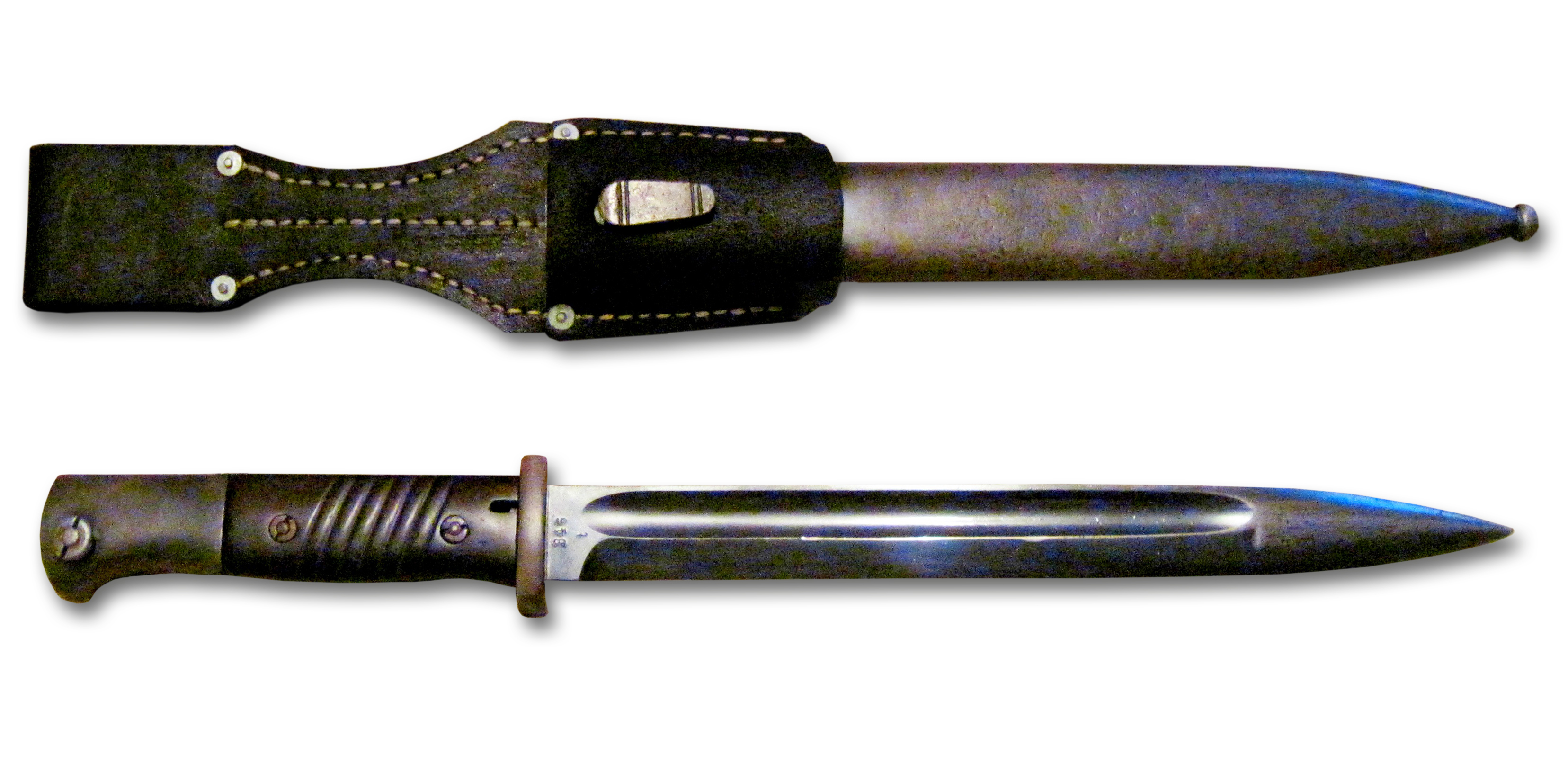
S84/98/34 ostatnia wersja bagnetu

Rolę podstawowego ogólno-wojskowego bagnetu, S84/98 zyskał dopiero w III Rzeszy, co zbiegło się z modernizacją jego konstrukcji. Nowa wersja bagnetu S84/98 n.A. przyjęta została na wyposażenie w 1934 r. (przez co współcześnie bywa popularnie określana jako S84/98/34 lub S84/98 III). Wszystkie elementy stalowe bagnetu i pochwy pokryte zostały ciemną ochronną warstwą antykorozyjną (oksydowanie), a w miejsce drewnianych okładzin rękojeści, zaczęto stosować wersje z tworzywa sztucznego (bakelitu). Po 1943 r. w celu oszczędności postanowiono częściowo powrócić do okładzin drewnianych. Bagnety produkowane pod koniec wojny były wykonane bardzo niestarannie - wytwarzano je z niehartowanej stali, nie posiadały osłony ogniowej okładzin, które zdarzały się być także mocowane do trzpienia nitami (zamiast śrub).
Zarówno po I jak II wojnie światowej bagnety S84/98 trafiały na wyposażenie wielu innych armii świata (w tym Wojska Polskiego). Zanik ich stosowania nastąpił wraz z wycofaniem ze służby karabinów powtarzalnych Mausera w okresie powojennym.

## Konstrukcja

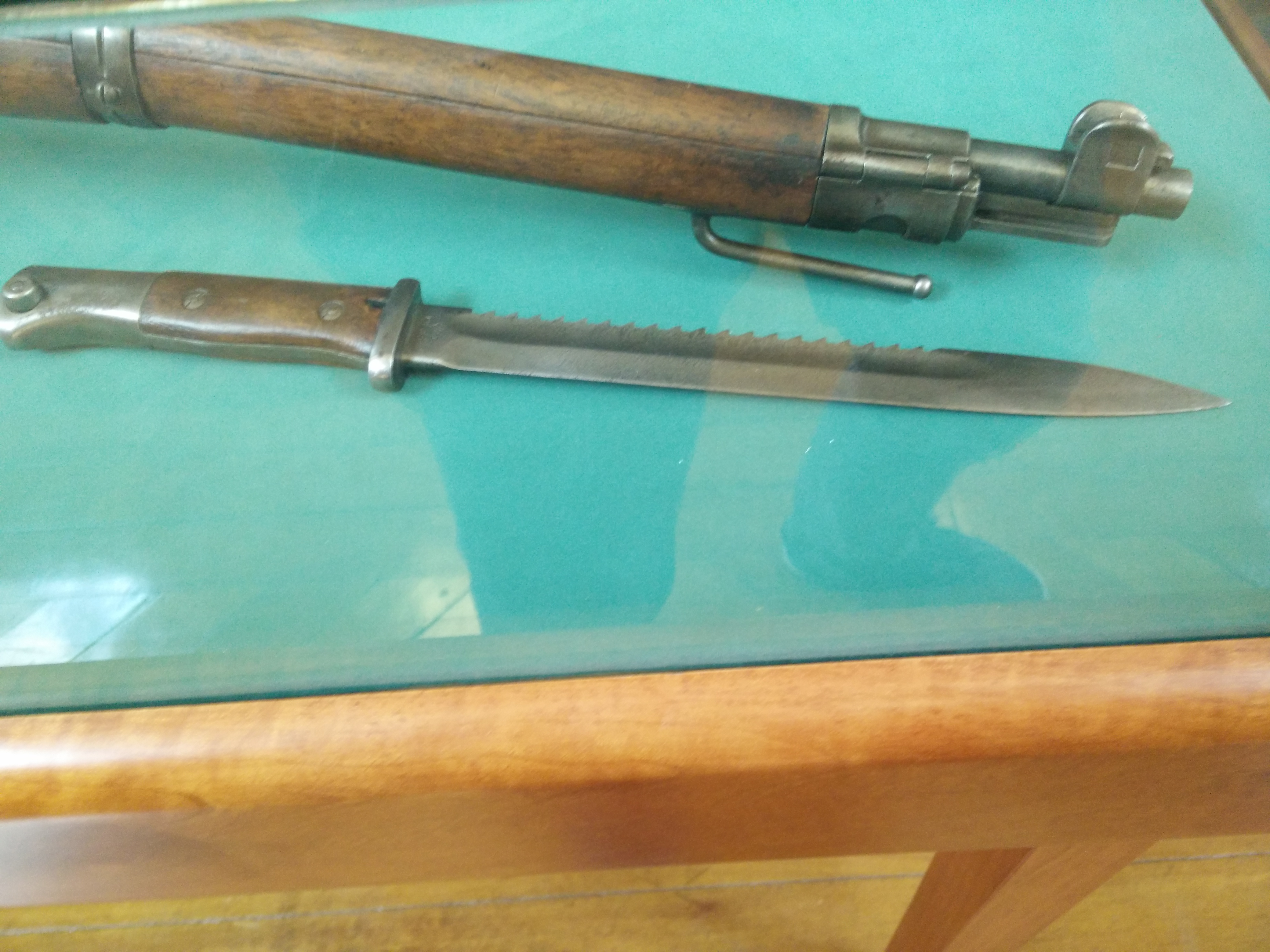
S84/98 n.A. w wersji podoficerskiej (z piłą)

S84/98 był krótkim bagnetem nożowym z głownią jednosieczną (płazy ze zbroczami, sztych ułożony centralnie). Około 6 % bagnetów wytwarzanych było w wersji dla podoficerów, wyróżniając się 38 zębami piły naciętymi na grzbiecie głowni. Produkcji wersji z piłami zaniechano na przełomie 1917-1918 r., jednocześnie rozpoczynając proces zeszlifowywania zębów z wyprodukowanych już bagnetów. Jelec pozbawiony pierścienia na lufę, przybrał formę krótkiej sztabki. Bagnet osadzano na karabinie za pomocą głowicy wyposażonej we wpust mocujący z zatrzaskiem typu Weyersberg. Wykonany całkowicie ze stali, poza okładzinami rękojeści (mocowanymi na 2 śruby). Bagnet przystosowany był do osadzania na karabinie Gew98 oraz wersji pochodnych (Kar98AZ, Kar98k). Szczegóły wykonania różniły się w zależności od wersji.

### S84/98 a.A.
Wykorzystywano w nich głownie z bagnetów S71/84. Rękojeść ergonomicznie profilowana. Okładziny gładkie, drewniane, mocowane śrubami z gładkimi główkami (bez nacięć). Głowica z dolną krawędzią profilowaną w kształt litery „S”. Przycisk zatrzasku gładki. Bagnet wykańczany przez polerowanie. Pochwa skórzana z metalowymi okuciami.

### S84/98 n.A.
Bagnet posiadał smuklejszą od poprzednika głownię, wytwarzaną od podstaw. Rękojeść prosta z osłoną ogniową okładzin.  Okładziny gładkie, drewniane, mocowane śrubami z gładkimi główkami (bez nacięć). Głowica z prostą dolną krawędzią. Przycisk zatrzasku gładki. Bagnet wykańczany przez polerowanie. Pochwa metalowa.

#### S84/98/34
Rękojeść prosta z osłoną ogniową okładzin. Okładziny z profilowanymi karbami, wykonane z tworzywa sztucznego – bakelitu w kolorach czarnym, brązowym lub czerwonym. Zamiennie stosowano również gładkie okładziny drewniane jak w starszym modelu. Mocowanie okładzin śrubami z główkami posiadającymi nacięcia. Przycisk zatrzasku z nacięciem. Bagnet wykańczany przez polerowanie i oksydowany. Pochwa metalowa.

### Oznaczenia

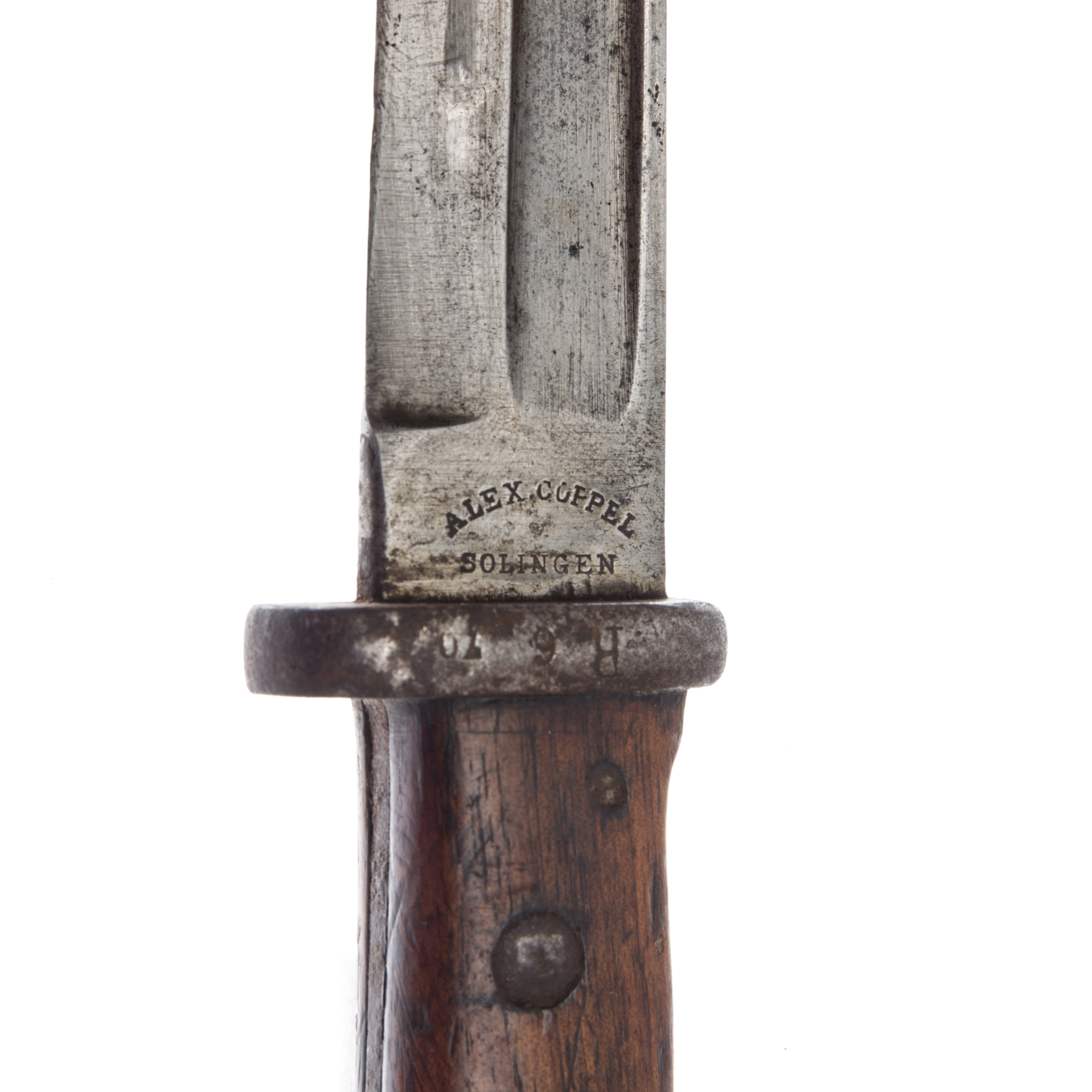
Logo producenta, oraz sygnatura jednostki w bagnecie S84/98 a.A.

Bagnety produkowane do 1918 r. posiadały następujący system oznaczeń. Na progu głowni (na jej płazie) umieszczane było logo producenta. Na grzbiecie natomiast skrócona data przyjęcia na wyposażenie (dwie cyfry oznaczające rok), wraz z monogramem panującego pod koroną (odpowiednio: „W” dla armii pruskiej i wirtemberskiej, „L” dla bawarskiej oraz „LA” dla saksońskiej). Literowe oznaczenia kontroli skarbowo-wojskowej umieszczano na grzbiecie głowni i głowicy, a niekiedy również na główkach śrub. Na jelcu umieszczano skrótowe sygnatury jednostki do której przydzielony był dany bagnet.

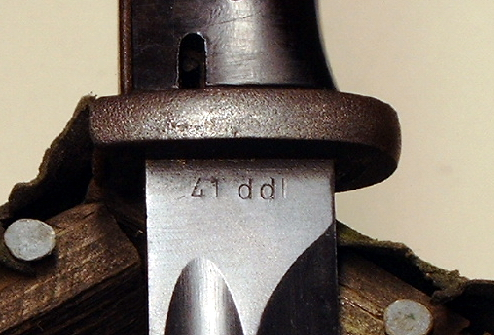
Kodowe oznaczenie producenta w bagnecie S84/98/34

W bagnetach S84/98/34 zmodyfikowano system oznaczeń wprowadzając powszechnie krótkie kodowe oznaczenie producenta w miejsce logo (w niektórych przypadkach producenci nie stosowali się jednak do tego, dalej sygnując swoje wyroby logiem). Po drugiej strony głowni zaczęto umieszczać numer seryjny danego bagnetu. Stemple odbiorcze w postaci tzw. waffenamtów zaczęto wybijać na przycisku zatrzasku, głowicy, osłonie ogniowej, jelcu oraz gałce pochwy.

### Pochwy i żabki
Początkowo w bagnetach stosowano pochwy skórzane z metalowymi okuciami. W 1915 r. wprowadzono pochwy całkowicie metalowe, które stosowano do końca produkcji. Pochwa zakończona była gałką ochronną, o różnym kształcie w zależności od okresu produkcji. Początkowo stosowano gałki małe i koliste, po czym znacznie zwiększyła ona swoje rozmiary stając się bardziej owalna. Pochwy mocowane były do żabek za pomocą karbowanego lub gładkiego haka. Żabka wykonana ze skóry, odwróconej mizdrą do zewnątrz i czernionej. Żabka była szyta, wzmocniona 4 nitami (początkowo były one wykonane z aluminium, później zmieniono je na nity stalowe). Posiadała otwór, przez który przechodził hak pochwy, utrzymujący ją w żabce. Śrubkę mocującą dławik umieszczono początkowo na froncie pochwy nad hakiem, natomiast w wersji S84/98/34 na jej bocznej ściance. Według wojskowego regulaminu pochwa z bagnetem powinna być noszona na pasie, na lewym biodrze, w odległości dwóch palców od tylnego, lewego haka bluzy mundurowej pomiędzy szlufkami pokrowca saperki (lub w wypadku jej braku samodzielnie).